# Les Quatre Torres (Alella)
Les Quatre Torres és una casa d'Alella catalogada com a bé cultural d'interès local.

## Història
El primer posseïdor conegut va ser Galceran de Banyeres, que el 1325 l'adquirí a Bernat Cigraxio. Entre 1344 i 1364, fou adquirida per Pere Desplà, que també posseïa el domini de la parròquia de Sant Feliu, que cobrava el «terçó», o tercera part de la dècima dels fruits, motiu pel qual la propietat també era coneguda com la casa del Terçó.
El 1491, Anna Desplà i de Corbera, filla i hereva de Guerau Desplà i d'Oms, es va casar amb el cavaller lleidatà Miquel Joan de Gralla, alt funcionari reial i mestre racional de Catalunya. El 1522, Lucrècia Gralla i d'Hostalric es va casar amb Francesc de Montcada i Folc de Cardona, primer marquès d'Aitona, per la qual cosa la casa passà mans d'aquest llinatge, i seria coneguda com dels marquesos d'Aitona.
El 1670, Anna de Silva i Corella, vídua de Guillem Ramon de Montcada i d'Alagón-Espés-Castre, i el seu fill Miquel Francesc de Montcada i de Silva, cinquè marquès d'Aitona, van vendre la casa amb les terres, els censos i la part corresponent al terçó a Joan Baptista de Mata i Soler, cavaller de l'orde de Montesa i senyor de la Torre de Mata de Sant Cebrià de Vallalta, així com el dret a reivindicar diversos censos i altres drets senyorials de Pere de Magarola i de Llupià, que poc després els hi revengué. El 1707, el seu net Josep Antoni de Mata i de Copons del Llor rebé el títol de comte de la Torre de Mata de mans de l'arxiduc Carles. El 1713, en el marc de la Guerra de Successió, la finca d'Alella li fou requisada pels borbònics i no la pogué recuperar fins després del Tractat de Viena (1725). Hi morí el 1728.
El 1852, el seu rebesnet Francesc de Mata i d'Alòs (1807-1884) va vendre per 26.000 duros les seves possessions i drets senyorials a Alella a l'industrial Gil Bonaventura Fabra i Illas, els descendents del qual encara en son propietaris. Durant la Guerra Civil, la finca va ser confiscada i les terres col·lectivitzades i repartides entre diversos colons de la Unió de Rabassaires i de la CNT, i la casa va servir com a Refugi de Guerra núm. 5. per l' l'Ajuntament de Barcelona.

## Descripció
Construcció de planta rectangular, flanquejada als angles per una torre de base quadrada i coberta per una teulada de quatre vessants. El conjunt està format per una planta baixa i dos pisos, en els que destaca el ritme continuat de les obertures, especialment els balcons del primer pis. És probable que hi hagi elements aprofitats d'altres construccions anteriors: és el cas d'una portalada adovellada en pedra —avui utilitzada com a garatge— a la qual hi ha inscrita la data de 1629. Ja al segle xvii era coneguda com a Les Quatre Torres per mor de les quatre torres cantoneres, tot i que la configuració actual data probablement de la primeria del segle xviii.